# Suzanne Berne
Suzanne Berne (Washington, 17 gennaio 1961) è una scrittrice statunitense.

## Biografia
Nata a Washington nel 1961, vive e lavora a Boston.
Dopo gli studi alla Wesleyan University e all'Università dell'Iowa, ha insegnato ad Harvard e attualmente è professoressa d'inglese al Boston College.
Durante gli studi nell'Iowa, pubblica il suo esordio nel 1985 presso la sede universitaria, ma è solo dodici anni più tardi che il suo romanzo Il buio dentro approda al grande pubblico ottenendo l'Orange Prize.
In seguito ha dato alle stampe altri tre romanzi e un memoir oltre a saggi e racconti apparsi in riviste e quotidiani come Vogue, Washington Post e New York Times.

## Opere

### Romanzi
- Ladies, gentlemen, friends and relations (1985)
- Il buio dentro[5] (A Crime in the Neighborhood) (1997), Novara, De Agostini, 2009 ISBN 978-88-418-5858-5.
- Un fantasma alla mia tavola (The Ghost at the Table) (1997), Novara, De Agostini, 2012 ISBN 978-88-418-6880-5.
- A Perfect Arrangement (2001)
- The Dogs of Littlefield[6] (2016)

### Memoir
- Missing Lucile (2010)